# Lyptus
Lyptus ist der Handelsname für eine Holzart aus den hybridisierten Eukalyptusarten Eucalyptus grandis und Eucalyptus urophylla (bekannt als E. grandis x E. urophylla oder Eucalyptus urograndis). Die Hölzer werden in forstwirtschaftlichen Kulturen, vorwiegend in Brasilien, angepflanzt und können bereits nach etwa 15 Jahren geerntet werden.